# Ingo Pohlmann

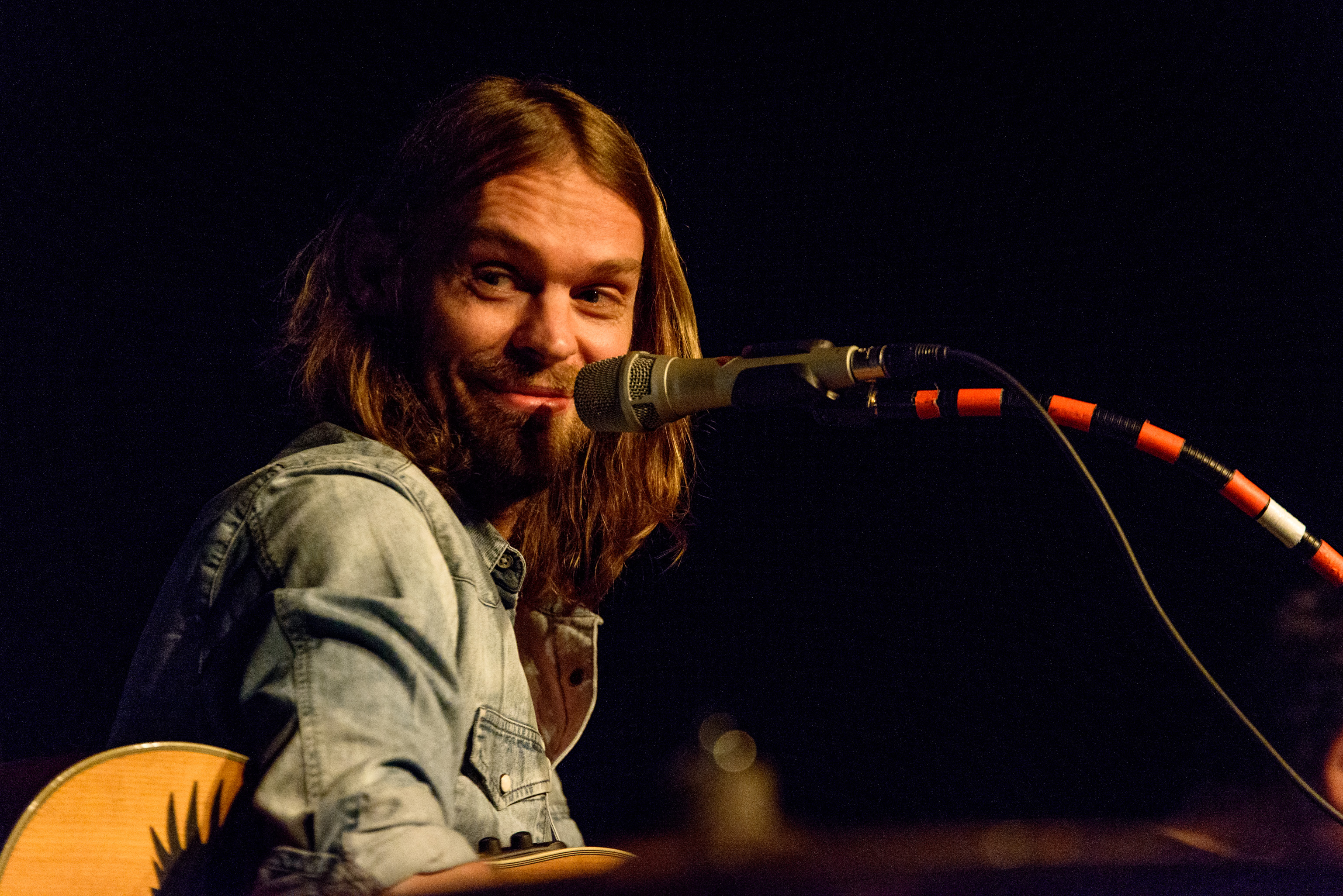
Ingo Pohlmann (2016)

Ingo Pohlmann (* 18. Mai 1972 in Rheda-Wiedenbrück) ist ein deutscher Sänger, der unter dem Künstlernamen Pohlmann. auftritt. Er veröffentlicht seit 2006 Musikalben.

## Leben
Pohlmann besuchte die Hauptschule, absolvierte eine Lehre zum Maurer und leistete Zivildienst in Gütersloh. Anschließend absolvierte Pohlmann das Fachabitur in Münster, später zog er nach Hamburg.
Seine musikalische Karriere begann in der Band Goldjunge gemeinsam mit Erik-Mac Essig (One Fine Day), Florian Siegmund und Matze Böhme. Die Gruppe spielt ab 1999 einen nach eigener Aussage „sanften“ Rock und trat unter anderem im Vorprogramm von Nena, den Cranberries und Laith Al-Deen auf. Es folgten eine eigene Tour und diverse Gastauftritte, unter anderem in der Fernsehserie Unter uns auf RTL.
Ein nachhaltiger Erfolg des Quartetts blieb aus, weshalb sich die Band später wieder auflöste. Ingo Pohlmann kellnerte anschließend in einer Hamburger Bar und sang dort regelmäßig. Jeden Montag konnten unbekannte Künstler einfach vorbeikommen und spielen. Dort wurde er von Henning Wehland entdeckt, dem Frontmann der Rockband H-Blockx. Gemeinsam mit Wehland sowie Jan Löchel und Christian Neander produzierte Pohlmann sein erstes Album Zwischen Heimweh und Fernsucht, das 2006 im Handel erschien. Die darin enthaltene Single Wenn jetzt Sommer wär erreichte Platz 52 in den deutschen Singlecharts.
Im Frühjahr 2007 vertrat Pohlmann das Bundesland Nordrhein-Westfalen beim Bundesvision Song Contest mit dem Titel Mädchen und Rabauken. Er erreichte den fünften Platz und arbeitete fortan an seinem zweiten Album. Dieses wurde erneut zusammen mit Christian Neander produziert und 2007 mit dem Titel Fliegende Fische veröffentlicht. Das Album wurde von Kritikern als „erwachsener“ bewertet. In den deutschen Musikcharts lag die Single Wenn es scheint, dass nichts gelingt auf dem 92. Platz.
Es folgten eine Kneipentour durch Norddeutschland sowie eine reguläre Tour durch Deutschland im November 2010, die mit einem Konzert in der Fabrik abgeschlossen wurden. Nach Veröffentlichung der Single Für Dich, die den 93. Platz in den Charts erreichte, wurde am 17. September 2010 das dritte Album König der Straßen vorgestellt. Diesmal arbeitete Pohlmann mit dem Produzenten Ralf Christian Mayer zusammen. Die gleichnamige Tour König der Straßen wurde im März und April 2011 durchgeführt.
Ende April 2013 stellte Pohlmann sein viertes Album Nix ohne Grund vor, das die Single StarWars beinhaltet und von Four Music vertrieben wird. Die entsprechende Tour begann im September 2013 und gastierte unter anderem in Bremen, Berlin, Köln und Stuttgart.
Am 26. September 2013 vertrat Pohlmann Nordrhein-Westfalen beim Bundesvision Song Contest 2013 mit dem Titel Atmen. Mit dem 12. Platz konnte er jedoch nicht an seine erste Teilnahme anknüpfen.
Seit 2009 spielt Pohlmann regelmäßig im Team der FC St. Pauli Hamburg Allstars im Rahmen des seit 2008 jährlich im Stadion Hoheluft in Hamburg stattfindenden Benefiz-Spiels Kicken mit Herz gegen die Ärztemannschaft des UKE, die Placebo Kickers Hamburg. Mit dieser Veranstaltung wird die Kinder-Herz-Station der Uniklinik Hamburg-Eppendorf unterstützt.
Es folgte die EP Zurück zu von selbst in Zusammenarbeit mit Arne Gosch im Management sowie dem Produzenten Philipp Schwär gab. In weiterer Zusammenarbeit mit der BMG entstanden die Alben Weggefährten 2017 und Falschgoldrichtig 2020 sowie ein weiteres Kinderalbum 2021 DINGOINGO mit dem Verlag Öttinger.

Ingo Pohlmann auf Tour, München 2016
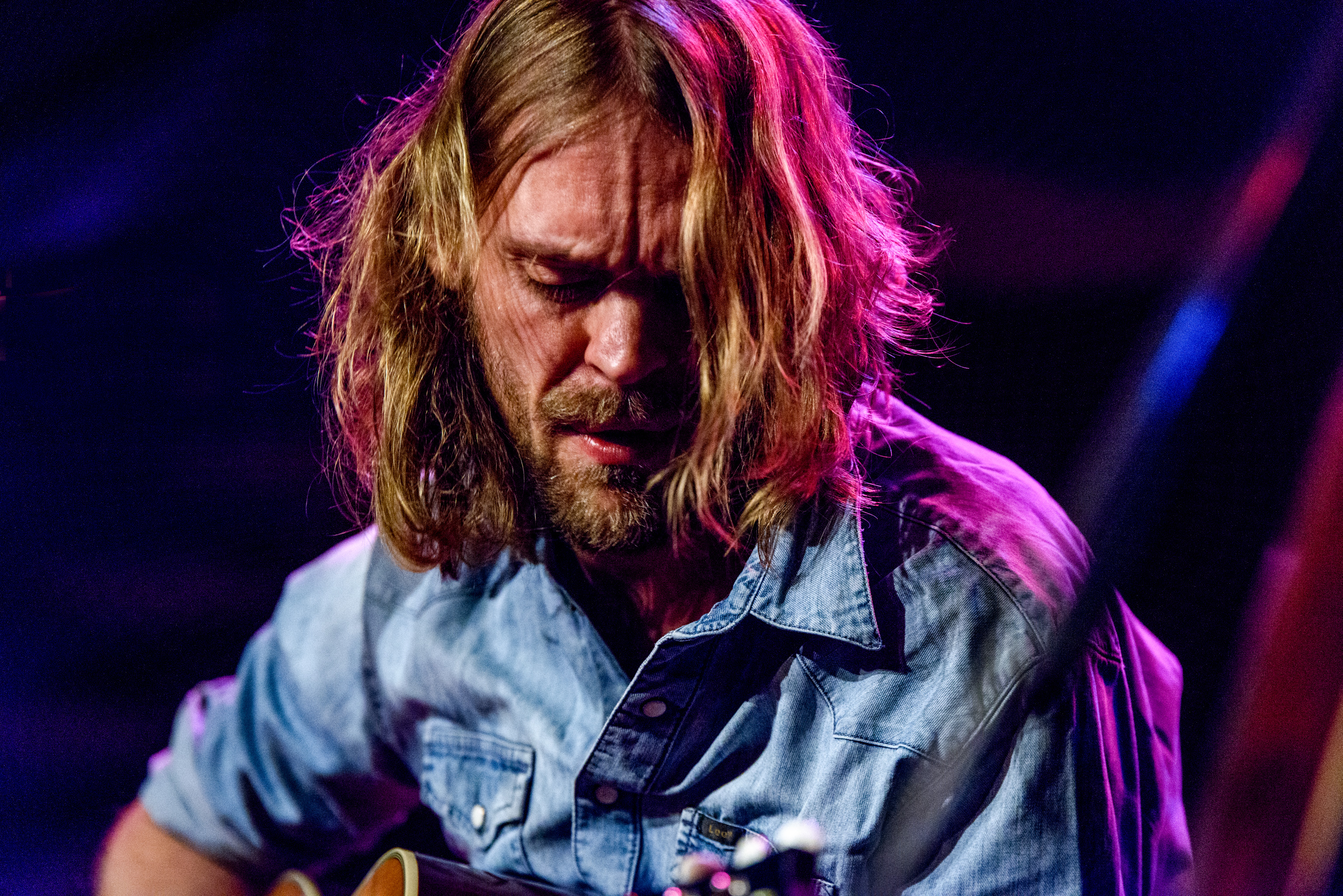
Ingo Pohlmann
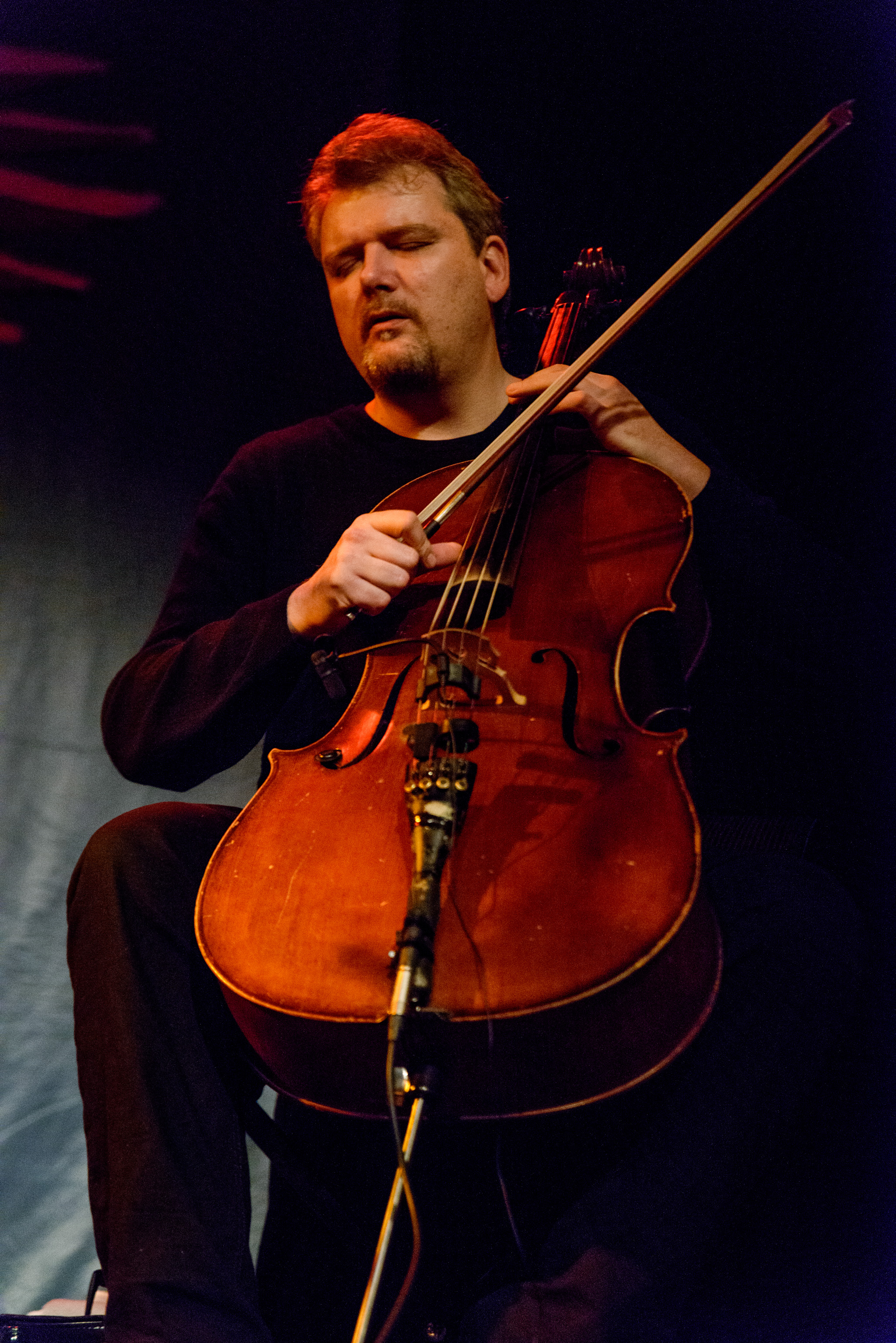
Hagen Kuhr
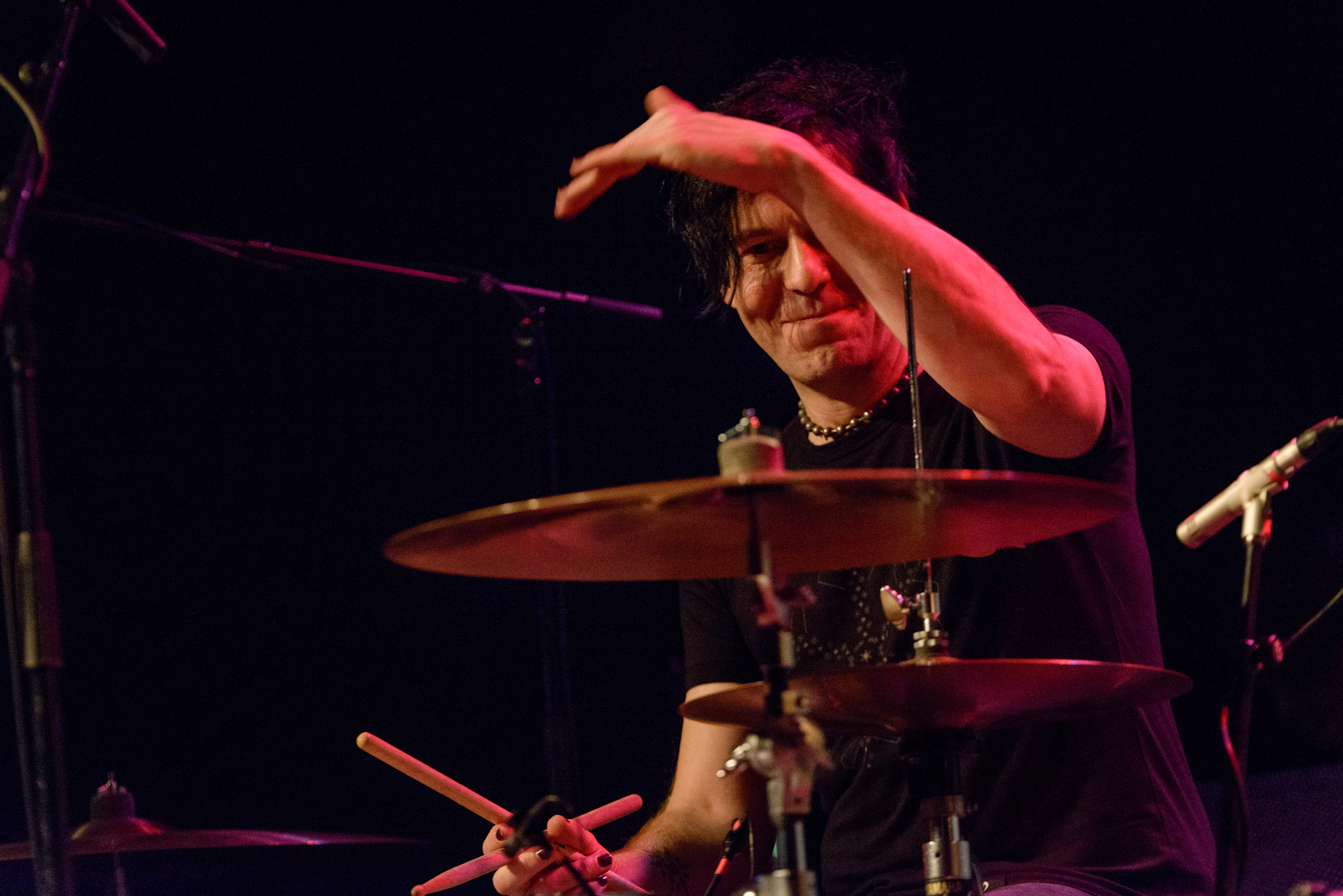
Reiner Hubert
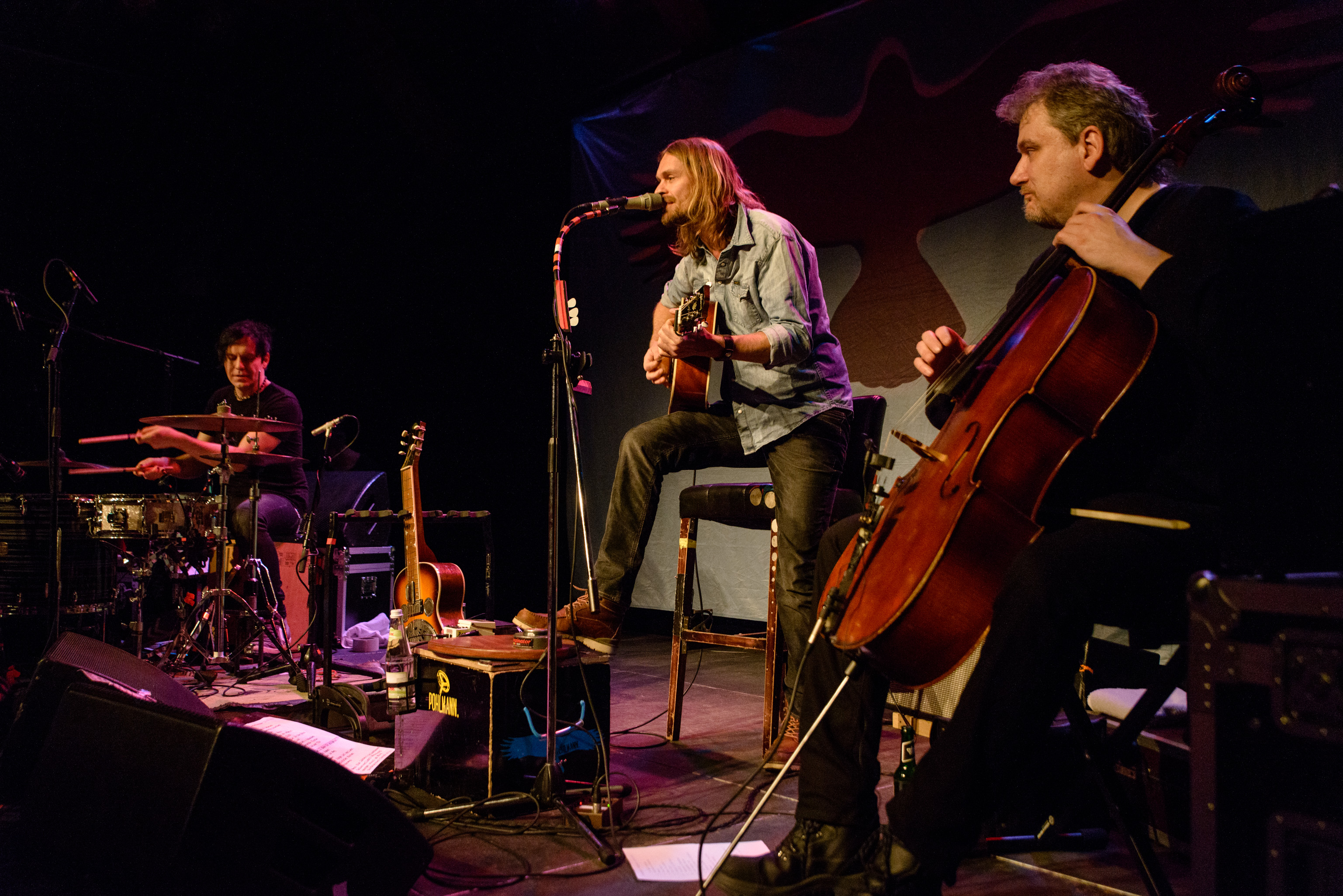
Live Band Gesamt

## Stil
Das musikalische Werk ist einer Schnittmenge der Genres Pop, Rock und Folk zuzuordnen. Pohlmann singt deutschsprachige Texte, deren Inhalt nach einhelliger Interpretation durch seine Herkunft und sein soziales Umfeld geprägt wurden.

## Diskografie

### Studioalben
| Jahr | Titel                                | Höchstplatzierung, Gesamtwochen, AuszeichnungChartsChartplatzierungen (Jahr, Titel, Platzierungen, Wochen, Auszeichnungen, Anmerkungen) | Anmerkungen                              |
| Jahr | Titel                                | DE | Anmerkungen                              |
| ---- | ------------------------------------ | --- | ---------------------------------------- |
| 2006 | Zwischen Heimweh und Fernsucht       | — | Erstveröffentlichung: 24. Februar 2006   |
| 2007 | Fliegende Fische                     | DE40 (1 Wo.)DE | Erstveröffentlichung: 21. September 2007 |
| 2010 | König der Straßen                    | DE23 (4 Wo.)DE | Erstveröffentlichung: 17. September 2010 |
| 2013 | Nix ohne Grund                       | DE26 (1 Wo.)DE | Erstveröffentlichung: 10. Mai 2013       |
| 2017 | Weggefährten                         | DE46 (1 Wo.)DE | Erstveröffentlichung: 24. März 2017      |
| 2020 | Falschgoldrichtig                    | DE22 (1 Wo.)DE | Erstveröffentlichung: 11. September 2020 |
| 2021 | Dingoingo. Kinderlieder Von Pohlmann | — | Erstveröffentlichung: 10. Dezember 2021  |

### EPs
- 2011: Wenn sie lächelt
- 2015: Zurück zu von selbst
- 2018: Begleiterscheinung
- 2023: Columbus

### Singles
| Jahr | Titel Album                                           | Höchstplatzierung, Gesamtwochen, AuszeichnungChartplatzierungen (Jahr, Titel, Album, Platzierungen, Wochen, Auszeichnungen, Anmerkungen) | Höchstplatzierung, Gesamtwochen, AuszeichnungChartplatzierungen (Jahr, Titel, Album, Platzierungen, Wochen, Auszeichnungen, Anmerkungen) | Anmerkungen                              |
| Jahr | Titel Album                                           | DE | AT | Anmerkungen                              |
| ---- | ----------------------------------------------------- | --- | --- | ---------------------------------------- |
| 2006 | Wenn jetzt Sommer wär Zwischen Heimweh und Fernsucht  | DE52 (9 Wo.)DE | AT75 (1 Wo.)AT | Erstveröffentlichung: 23. Juni 2006      |
| 2007 | Wenn es scheint, dass nichts gelingt Fliegende Fische | DE92 (1 Wo.)DE | — | Erstveröffentlichung: 7. September 2007  |
| 2010 | Für Dich König der Straßen                            | DE93 (2 Wo.)DE | — | Erstveröffentlichung: 10. September 2010 |

Weitere Singles
- 2006: Der Junge ist verliebt
- 2007: Mädchen und Rabauken
- 2008: Fliegende Fische
- 2011: König der Straßen
- 2013: StarWars

### Weitere Veröffentlichungen
- Der Junge ist verliebt (Gastauftritt bei So sehr dabei – Live in Köln von Clueso)[20]
- Was bleibt (Samplerbeitrag auf A Tribute to Die Fantastischen Vier)
- Bruderlos (Samplerbeitrag auf SELIG macht: SELIG), 2020.
- Es ist Weihnachtszeit (Samplerbeitrag auf so klingelt Weihnachten, 2020, Original: Reinhard Mey)